# خاورشهر
خاورشهر نام شهرکی است واقع در بزرگراه امام رضا و در فاصله ۱۱ کیلومتری از جنوب شرقی شهر تهران. این شهرک از چهار فاز تشکیل شده و جمعیت آن هم طی آخرین آمار ۱۶۱۷۶ نفر اعلام شده‌است که اکثر آن‌ها را شاغلین و بازنشستگان ارتش و وزارت دفاع تشکیل می‌دهند.
این ناحیه از شمال به جاده خاوران، از جنوب به کانال آب ورامین، از غرب به جاده محمودآباد و از شرق به جاده قاسم‌آباد منتهی می‌گردد. مساحت آن حدود ۷۳۳ هکتار و فقط شامل شهرک خاورشهر است. خاورشهر دارای دو باشگاه بدنسازی و مجموعه ورزشی، یک زمین چمن مصنوعی، درمانگاه شبانه‌روزی و مرکز دیالیز می‌باشد.

## سابقه پیدایش خاورشهر
ابتدا کارمندان ارتش وزارت دفاع در زمان پیش از انقلاب در شهرک‌ها و خانه‌های سازمانی نوبنیاد زندگی می‌کردند. سپس در سال ۵۴ این شهرک را برای کارمندان ارتش و نیروهای مسلح ساخت و به هر خانواده یک خانه اختصاص داد که در آن زمان خاورشهر یک فاز داشت، بعد از انقلاب سه فاز دیگر که آپارتمانی (فاز ۲ و ۳) هستند به فاز اول خاورشهر که خانه‌های ویلایی بودند اضافه شد.